# Chapelle Notre-Dame-du-Lys
La chapelle Notre-Dame-du-Lys est une chapelle située au 7 rue Blomet dans le 15e arrondissement de Paris et dépendant de la paroisse Saint-Jean-Baptiste-de-La-Salle.

## Histoire
Elle a été construite en 1907 par des religieux de Saint Vincent de Paul dans l'enceinte du patronage ouvert pour les enfants du quartier deux ans plus tôt.
En 1988, faisant suite à la promulgation du motu proprio Ecclesia Dei par le pape Jean-Paul II, le cardinal Lustiger demande que le rite tridentin y soit célébré chaque dimanche.
En 2009, en raison du manque de vocations chez les religieux, elle passe sous la responsabilité de l'archidiocèse de Paris qui prend en charge la vie paroissiale et le patronage qui accueillait 90 enfants en 2010.